# Biola
Biola é uma Região censo-designada localizada no Estado americano da Califórnia, no Condado de Fresno.

## Geografia
A área total da cidade é de 1,7 km² (0,6 mi²), sendo tudo coberto por terra.

## Demografia
De acordo com o censo de 2000, a densidade populacional é de 625,6/km² (1612,5/mi²) entre os 1037 habitantes, distribuídos da seguinte forma:
- 13,50% caucasianos
- 0,10% afro-americanos
- 2,51% nativo americanos
- 5,59% asiáticos
- 0,48% nativos de ilhas do Pacífico
- 74,64% outros
- 3,18% mestiços
- 82,45% latinos

Existem 202 famílias na cidade, e a quantidade média de pessoas por residência é de 4,63 pessoas.

## Localidades na vizinhança
O diagrama seguinte representa as localidades num raio de 24 km ao redor de Biola. 